# Ханайченко, Николай Константинович
Николай Константинович Ханайченко (11.06.1913 — 08.03.1977) — советский гидролог-океанолог, лауреат Государственной премии СССР 1970 года.
Родился в 1913 г. в Харькове. Член КПСС с 1947 г.
Окончил Курсы полярных метеорологов при Главной геофизической обсерватории (1932) и Московский гидрометеорологический институт (1940).
В 1932—1934 гг. работал на полуострове Таймыр по программе второго Международного полярного года. В 1940—1941 гг. инженер Мурманской научно-исследовательской обсерватории.
Во время войны служил в гидрометеослужбе Северного флота, последняя должность — начальник Гидрологического отделения Морской обсерватории Управления ГМС. Приказом главнокомандующего СФ А. Г. Головко произведён из матросов в техника-лейтенанта за синоптический прогноз, обеспечивший удачную боевую операцию дивизиона подводных лодок. Готовил гидрометеопрогнозы для подводного флота и прохода караванов PQ в Мурманск и Архангельск. Принимал участие в боях на территории Норвегии. Награжден медалями «За оборону Советского Заполярья», «За боевые заслуги» (04.12.1945).
После демобилизации — директор Мурманской геофизической обсерватории ГУГМС, директор Мурманской научно-исследовательской морской обсерватории, директор Высокоширотной гидрометеорологической обсерватории.
С 1959 по 1966 г. работал в Морском гидрофизическом институте заместителем директора по Калининградскому отделению (1959 — декабрь 1961), заместителем директора по научной части МГИ в Севастополе.
С 1966 года зам. директора Института биологии южных морей АН УССР.
Кандидат географических наук (1956).
Лауреат Государственной премии СССР 1970 года (в составе коллектива) — за экспериментальные и теоретические исследования течения Ломоносова и системы пограничных течений тропической Атлантики.
Сочинения:
- Колесников А. Г., Пономаренко Г. П., Ханайченко Н. К., Шапкина В. Ф. Подповерхностное течение Ломоносова // Течение Ломоносова". — Киев: Наукова думка, 1966.
- Система экваториальных противотечений в океане [Текст] / Под ред. д-ра геогр. наук А. Д. Добровольского. — Ленинград : Гидрометеоиздат, 1974. — 158 с. : черт., карт.; 21 см.